# 1958 في إسبانيا
فيما يلي قوائم الأحداث التي وقعت خلال عام 1958 في إسبانيا.

## رياضة
- 1 يناير – طواف إسبانيا 1958

## مواليد

### يناير
- 1 يناير – ألفونسو أرمادا
- 1 يناير – أوخينيو فوينتس كاتب إسباني.[1]
- 2 يناير – كولومان ترابادو[2]
- 8 يناير – إغناسيو سولوزابال لاعب كرة سلة إسباني.
- 13 يناير – فرانسيسكو بويو[3]
- 18 يناير – رافاييل غارسيا لاعب كرة قدم إسباني.[4]
- 25 يناير – أنتونيو خيسوس لوبيز نييتو حكم كرة قدم إسباني.

### فبراير
- 16 فبراير – ألبرتو غوريز لاعب كرة قدم إسباني.[5]

### مارس
- 2 مارس – بيدرو أورالدي لاعب كرة قدم إسباني.[6]
- 8 مارس – أنتونيو غارسيا نافاخاس لاعب كرة قدم إسباني.[7]

### أبريل
- 18 أبريل – سانتياغو أوركويغا لاعب كرة قدم إسباني.[8]
- 24 أبريل – فرناندو لونا لاعب كرة مضرب إسباني.[9]

### مايو
- 30 مايو – مايكل لوبيز اليجريا[10]

### يونيو
- 13 يونيو – فرناندو مارياس
- 30 يونيو – خيسوس دي لا فيلا لاعب شطرنج إسباني.

### يوليو
- 6 يوليو – أرنالدو أوتيغي سياسي إسباني.

### أغسطس
- 26 أغسطس – خوان أنتونيو سنيور لاعب كرة قدم إسباني.[11]

### سبتمبر
- 27 سبتمبر – كيكيه سيتيان لاعب كرة قدم إسباني.

### أكتوبر
- 7 أكتوبر – خوليو ألبرتو مورينو لاعب كرة قدم إسباني.[12]
- 21 أكتوبر – خوليو ميديم[13]

## وفيات

### مايو
- 29 مايو – خوان رامون خيمينيث (مواليد 1881) شاعر إسباني.[14]

### أغسطس
- 7 أغسطس – لويس يوسيرا بوجالال (مواليد 1890) لاعب كرة قدم إسباني.

### نوفمبر
- 13 نوفمبر – خوسيه أوغستو سانشيز بيريز (مواليد 1882) رياضياتي إسباني.[15]